# Kinematografia irlandzka

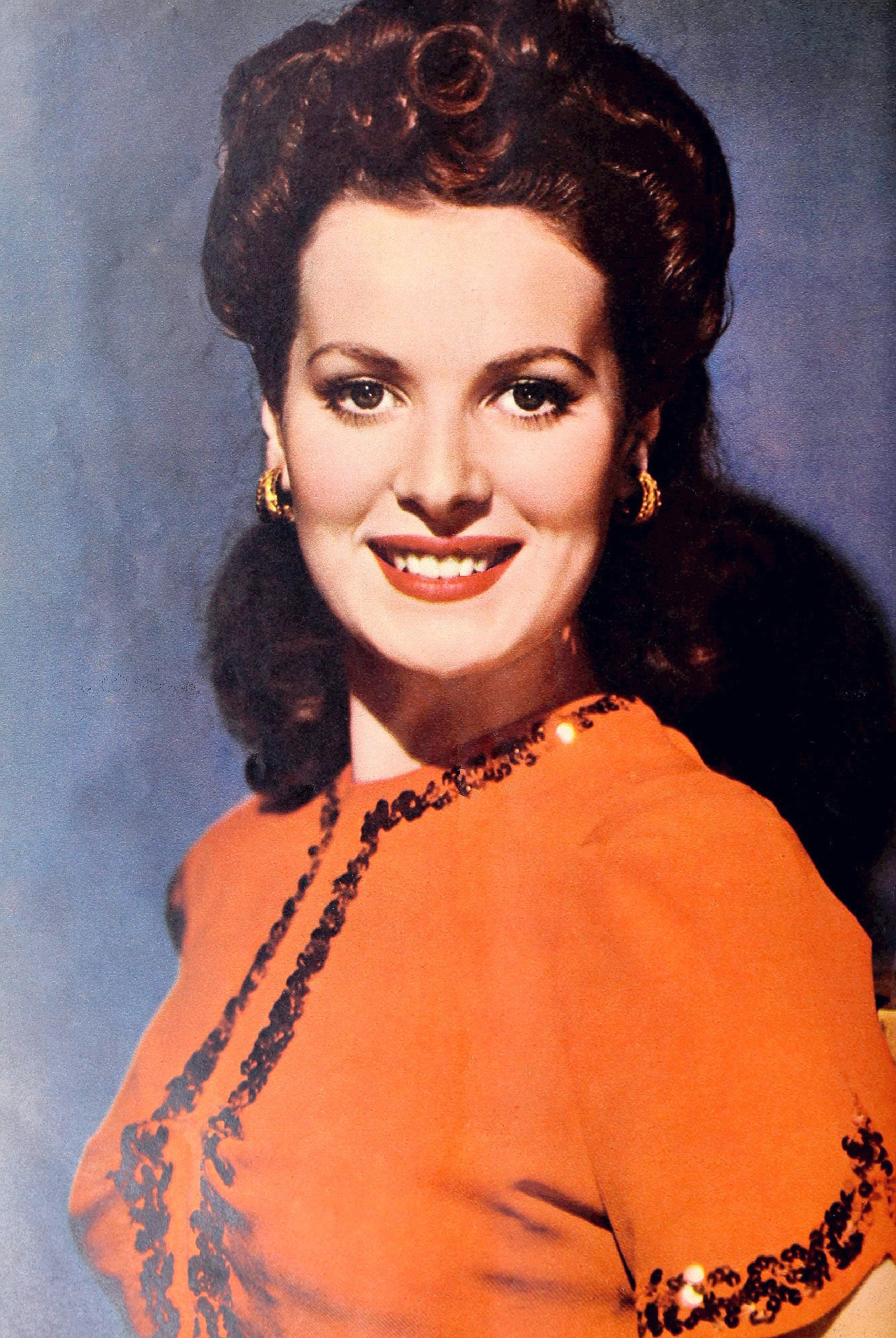
Aktorka Maureen O’Hara (1942).

Kinematografia irlandzka obejmuje sztukę filmową Irlandii. Pierwsze stałe kino w tym kraju, Volta Cinematograph, otworzył znany pisarz James Joyce w 1909 przy ulicy 45 Mary Street w Dublinie.
Od 1985 odbywa się Dublin Film Festival. W 1992 powstało państwowe Irlandzkie Centrum Filmowe (Irish Film Institute). Od 2003 przyznawane są nagrody filmowe Irish Film & Television Awards (IFTA).

## Historia

### Irlandia jako tło
Ze względu na słabo rozwiniętą gospodarkę, wrzenie niepodległościowe oraz surową cenzurę (zarówno polityczną, jak i obyczajową), w Irlandii przez długi czas powstawały jedynie filmy dokumentalne i produkcje zagraniczne. Nakręcono tam tak znane i popularne filmy jak m.in. Człowiek z Aran (1934) Roberta J. Flaherty'ego, Potępieniec (1935) i Spokojny człowiek (1952) Johna Forda, Moby Dick (1956) i Zmarli (1987) Johna Hustona, Narzeczona dla księcia (1987) Roba Reinera, Braveheart. Waleczne serce (1995) Mela Gibsona, Veronica Guerin (2003) Joela Schumachera, Gwiezdne wojny: Przebudzenie Mocy (2015) J.J. Abramsa czy Gwiezdne wojny: Ostatni Jedi (2017) Riana Johnsona.
W Irlandii powstało przez dziesięciolecia wiele wybitnych filmów, zrealizowanych przez brytyjskich filmowców. Wśród nich wymienić należy takie tytuły jak: Lew w zimie (1968) Anthony’ego Harveya, Córka Ryana (1970) Davida Leana, Barry Lyndon (1975) Stanleya Kubricka, Excalibur (1981) i Generał (1998) Johna Boormana, Edukacja Rity (1983) Lewisa Gilberta, The Commitments (1991) i Prochy Angeli (1999) Alana Parkera, The Snapper (1993) Stephena Frearsa, Krwawa niedziela (2002) Paula Greengrassa, Wiatr buszujący w jęczmieniu (2006) Kena Loacha i Głód (2008) Steve’a McQueena.

### Rozkwit kina irlandzkiego

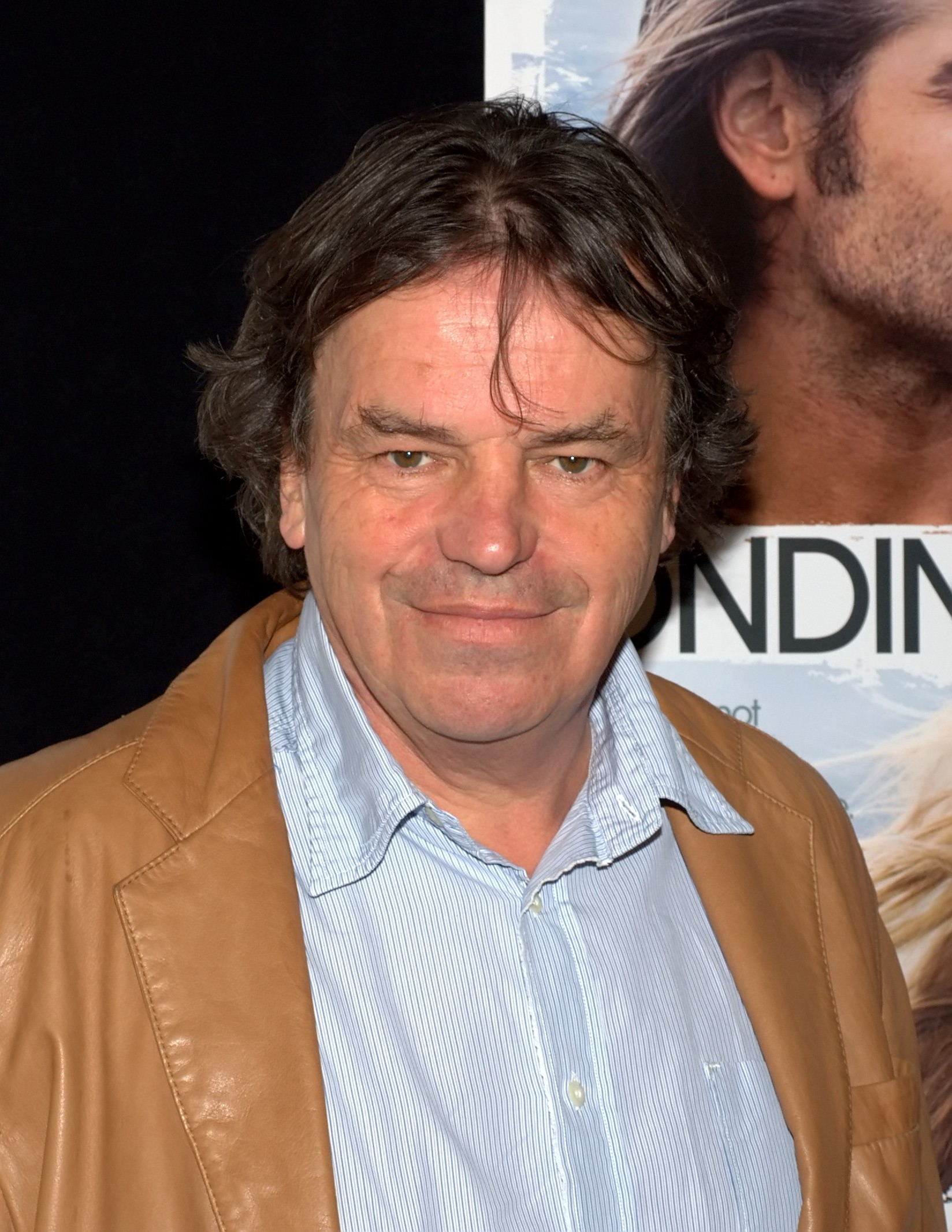
Reżyser i scenarzysta Neil Jordan podczas Tribeca Film Festival (2010).

Spektakularny rozwój kina irlandzkiego nastąpił od początku lat 80. XX w. wraz z pojawieniem się grupy młodych filmowców. Prym wśród nich wiedli Neil Jordan (Anioł, 1982; Gra pozorów, 1992, Michael Collins, 1996), Jim Sheridan (Moja lewa stopa, 1989; Pole, 1990; W imię ojca, 1993), Pat O’Connor (Cal, 1984; W kręgu przyjaciół, 1995), Thaddeus O’Sullivan (Grudniowa panna młoda, 1991) i Terry George (Spirala przemocy, 1996).
Również od początku XXI wieku przybyło wielu utalentowanych twórców filmowych, zmieniających oblicze irlandzkiego kina. Zaliczają się do nich: John Crowley (Intermission, 2003; Brooklyn, 2015), Aisling Walsh (Szkoła dla łobuzów, 2003), Lenny Abrahamson (Adam i Paul, 2004; Frank, 2014; Pokój, 2015), Martin McDonagh (Sześciostrzałowiec, 2004), Damien O’Donnell (Ja w środku tańczę, 2004) czy John Carney (Once, 2006).

## Aktorzy
Kinematografia irlandzka była przez dziesięciolecia wylęgarnią aktorskich talentów. Największą gwiazdą filmową, wywodzącą się z tego kraju, była aktorka Maureen O’Hara, grająca u boku Johna Wayne’a w filmach pochodzącego również z Irlandii mistrza westernu Johna Forda.
Inni znani aktorzy o irlandzkim pochodzeniu to: Maureen O’Sullivan, Barry Fitzgerald, Richard Harris, Peter O’Toole, Milo O’Shea, Fionnula Flanagan, Daniel Day-Lewis, Brenda Fricker, Liam Neeson, Brendan Gleeson, Stephen Rea, Gabriel Byrne, Colin Farrell, Colm Meaney, Aidan Quinn, Ciarán Hinds, Jonathan Rhys Meyers, Michael Fassbender, Cillian Murphy, Saoirse Ronan, Jessie Buckley, Kerry Condon, Barry Keoghan i Paul Mescal.